# الجرامعة (السياني)

تعديل مصدري - تعديل

الجرامعة هي إحدى قرى عزلة الأزارق بمديرية السياني التابعة لمحافظة إب، بلغ تعداد سكانها 174 نسمة حسب تعداد اليمن لعام 2004.